# Ligang
Ligang (chinesisch 里港鄉, Pinyin Lǐgǎng Xiāng, W.-G. Li3-kang3 Hsiang1) ist eine Landgemeinde im Landkreis Pingtung auf Taiwan (Republik China).

## Lage
Ligang liegt im äußersten Nordosten des Landkreises Pingtung an der Grenze zum benachbarten Stadtgebiet von Kaohsiung. Die im Landkreis Pingtung angrenzenden Gemeinden sind Gaoshu im Osten, Yanpu im Südosten und Jiuru im Südwesten. Im Westen und Norden grenzt Ligang an die Stadtbezirke Qishan (im Westen/Nordwesten) und Meinong (im Nordosten) von Kaohsiung. Das Gemeindegebiet Ligangs hat eine etwa rechteckige Form mit den Kantenlängen 11 km × 8,5 km (West-Ost × Nord-Süd). Ligang liegt im nordöstlichen Abschnitt der Pingtung-Ebene und das Terrain ist dementsprechend relativ flach. Durch das Gemeindegebiet fließt der von Nordosten kommende Fluss Laonong (荖濃溪,  Lǎonóng Xī), der dort den kleineren, von Südosten kommenden Fluss bzw. Bach Ailiao (隘寮溪,  Àiliáo Xī) aufnimmt. Nach dem Zusammenfluss trägt der Fluss den Namen Gaoping. Weiter flussabwärts mündet der kleine Fluss/Bach Qishan (旗山溪,  Qíshān Xī, alternativ: Nanzixian, 楠梓仙溪,  Nánzǐxian Xī), der im Wesentlichen die westliche Begrenzung Ligangs bildet, in den vereinigten Fluss.
Das Klima Ligangs entspricht einem tropischen Monsunklima.

## Geschichte
Eine erste Siedlung an der Stelle des heutigen Ligang entstand zur Herrschaftszeit Kaiser Qianlongs.
Nach Übernahme Taiwans durch die Republik China 1945 entstand daraus am 16. Januar 1946 die Landgemeinde Ligang, zunächst innerhalb des Landkreises Kaohsiung und ab dem 1. Oktober 1950 im neu gebildeten Landkreis Pingtung.

## Bevölkerung
Nach der offiziellen Statistik gehörten Ende 2018 126 Personen (etwa 0,5 %) den indigenen Völkern an.
| Gliederung Ligangs |
|                    |

## Verwaltungsgliederung
Ligang ist in 14 Dörfer (村,  Cūn) gegliedert:
1 Daping (大平村)

2 Yongchun (永春村)

3 Chunlin (春林村)

4 Tiedian (鐵店村)

5 Jiadong (茄苳村)

6 Guojiang (過江村)

7 Yutian (玉田村)

8 Talou (塔樓村)

9 Chaocuo (潮厝村)

10 Zhonghe (中和村)

11 Mili (瀰力村)

12 Tuku (土庫村)

13 Sanbu  (三廍村)

14 Zaixing (載興村)

## Verkehr
Durch den nördlichen Tail Ligangs zieht die Autobahn 10, die von Norden kommend in einem großen Bogen nach Westen läuft, wonach sie etwa 2 Kilometer westlich von Ligang in einer Autobahnkeuzung die Autobahn 3 überquert. Auch die Autobahn 3 streift Ligang über einen sehr kurzen Abschnitt im Süden. Weitere größere Straßen sind die Provinzstraße 3, die in Nord-Süd-Richtung quer durch Ligang zieht und dabei den Gaoping überquert. Im Süden von Ligang verläuft die Provinzstraße 22 in Ost-West-Richtung.

## Landwirtschaft und Fischerei
Ligang wird intensiv landwirtschaftlich genutzt. Angebaut werden Zitronen, Javaäpfel, Wassermelonen, Sternfrucht, Bananen, chinesische Jujube und Papayas. Die Garnelenzucht (Riesenhandgarnelen), die auf mehr als 300 ha betrieben wird, spielt eine Rolle. Von Bedeutung ist auch die Weichschildkrötenzucht (etwa 50 ha), die zur Fleischproduktion und zur Gewinnung von Schildkröteneiern dient.

## Tourismus, Sehenswürdigkeiten
Am Südufer des Gaoping liegt im Dorf Sanbu der kleine Flussuferpark (朧祥公園,  Lóngxiáng gōngyuán, ), in dem Freizeitaktivitäten betrieben werden können. In Ligang gibt es mehrere Tempel, darunter im Dorf Daping den Shuangci-Tempel (雙慈宮,  Shuāngcí gōng ) aus der Zeit Qianlongs, der in neuerer Zeit wiederaufgebaut wurde. Nahe dem Tempel liegt die Ahnenhalle der Familie Chen (陳氏宗祠,  Chénshì zōngcí), einer Familie, die ursprünglich aus Zhangzhou (Fujian) stammte. Die Halle ist mit Verzierungen im Fujian-typischen Stil ausgestattet (Schwalbenschwanz-Giebel etc.). Das alte Lan-Haus (藍家古厝,  Lánjiā gǔcuò, ) im Dorf Yutian stammt aus der Zeit der Zhu-Yigui-Rebellion 1721 zur Herrschaftszeit Kangxis, die durch den Qing-Befehlshaber Lan Tingzhen (藍廷珍) unterdrückt wurde.

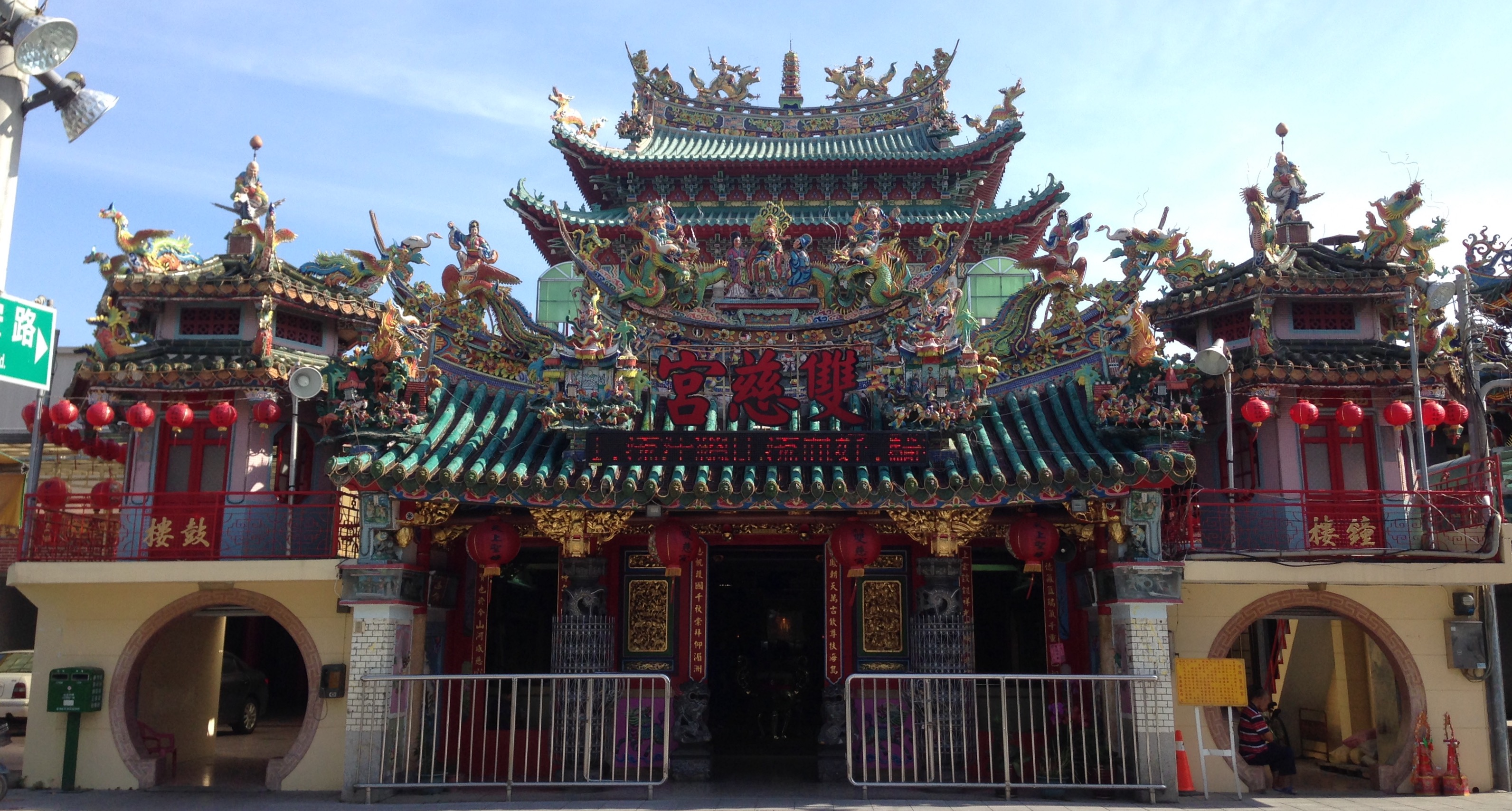
Shuangci-Tempel
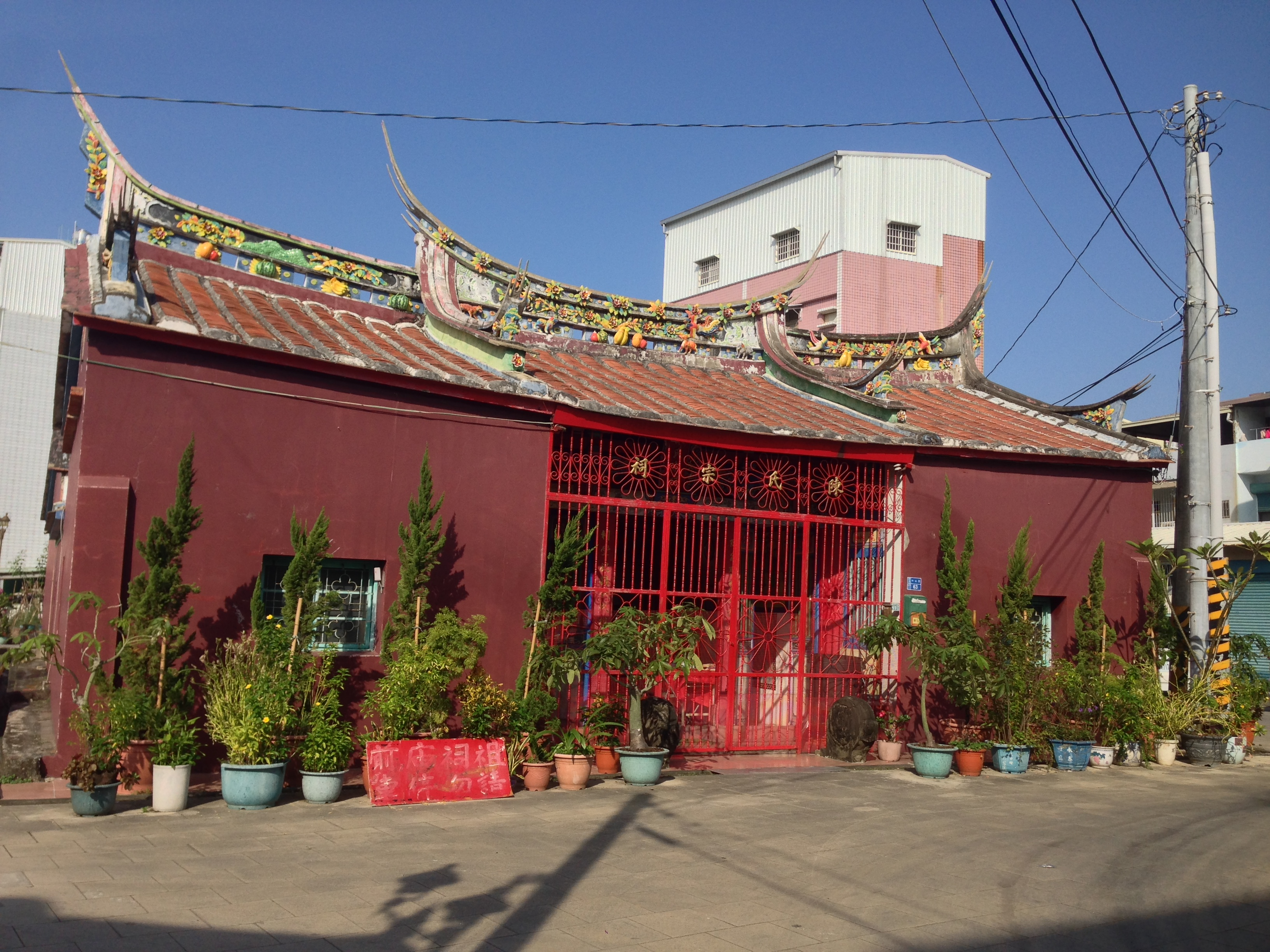
Chen-Ahnenhalle
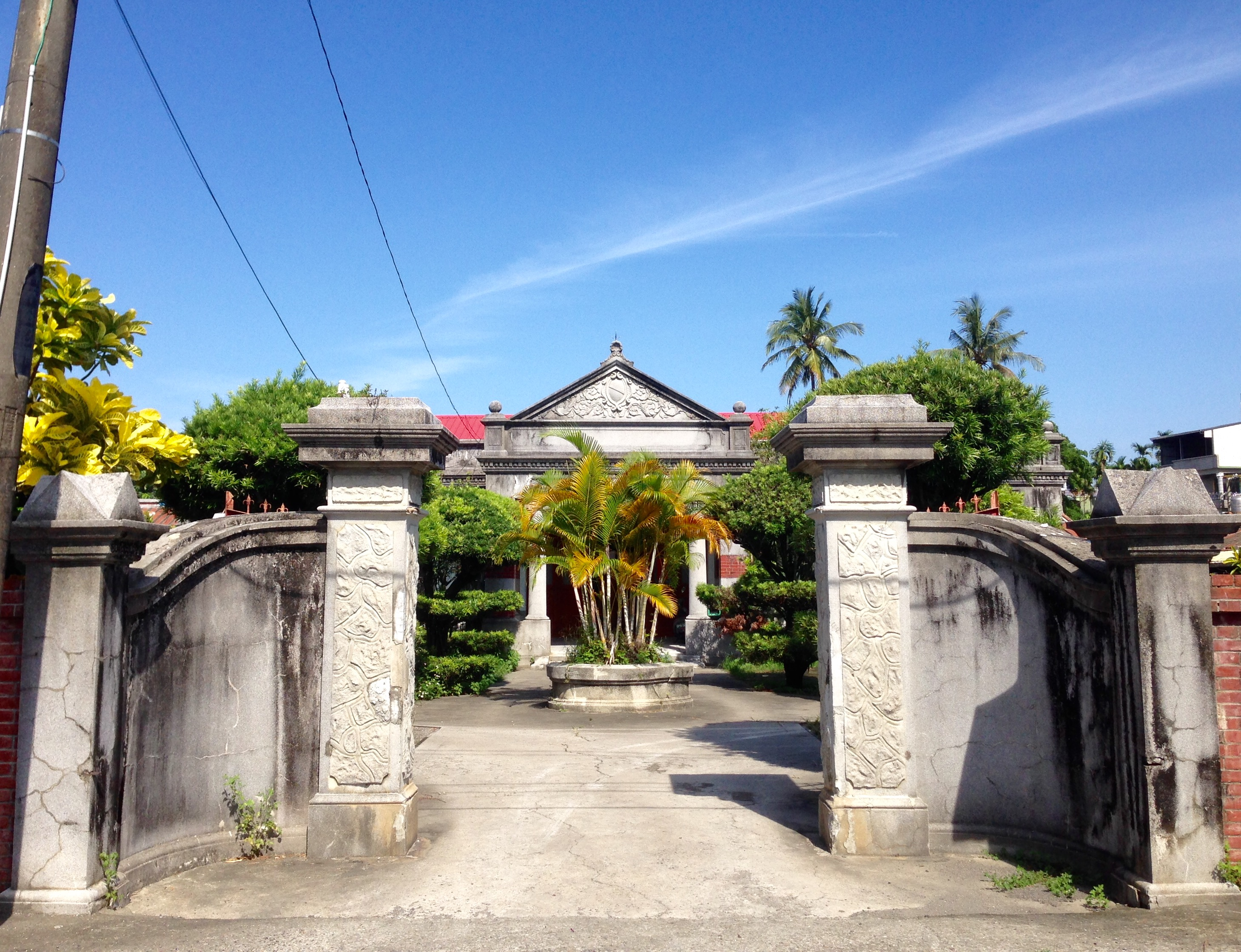
Altes Lan-Haus